# Saint-Agnan-en-Morvan
 Saint-Agnan-de-Morvan  es una población y comuna francesa, situada en la región de Borgoña, departamento de Nièvre, en el distrito de Château-Chinon (Ville) y cantón de Montsauche-les-Settons.

## Historia
La comuna se denominó Saint-Agnan hasta el 9 de enero de 2025.

## Demografía
| 318 | 266 | 222 | 212 | 186 | 163 |
| Para los censos de 1962 a 1999 la población legal corresponde a la población sin duplicidades (Fuente: INSEE [Consultar]) |     |     |     |     |     |